# Ton Brouwer
Ton Brouwer (Arnhem, 5 februari 1961) is een voormalig Nederlands zwemmer. Hij zwom als PSV-zwemmer op 4 augustus 1979 als snelste man over Het Kanaal van Dover (Engeland) naar Calais (Frankrijk) in de recordtijd van 8 uur en 44 minuten. 
In 1978 werd hij derde bij de World Long-Distance Swimming Championships in Lake Windermere en won een zilveren medaille bij de World Long-Distance Swimming Championships in 1982.
Bij de eerste officiële FINA wereldkampioenschappen Openwaterzwemmen in 1986 veroverde hij in het Engelse Lake Windermere een bronzen medaille op de afstand van 25 kilometer. 
Hij won in 1980 in recordtijd de Open Kampioenschappen van de Adriatische Zee in Joegoslavië. Verder behaalde hij de tweede plaats bij de Lord Byrroncup in Venetië (1981) en was hij winnaar van de internationale langeafstandwedstrijd Bacoli-Napels (1981). In Nederland won hij onder andere tweemaal de 3-sluizen-zwemmarathon in Anna Paulowna en tweemaal in recordtijd de Vlaanderen zwemmarathon in Sluis. Was in 1974 Nederlands Kampioen 400 meter vrijeslag en 1976 2e op ditzelfde onderdeel bij de Nederlandse winterkampioenschappen.
Van 1994 tot 2001 was Ton Brouwer bondscoach van de Nederlandse Openwaterzwemploeg. Hij is momenteel werkzaam als fysiotherapeut.